# Коновер (Вісконсин)
Коновер (англ. Conover) — місто (англ. town) в США, в окрузі Вілас штату Вісконсин. Населення — 1318 осіб (2020).

## Демографія
Згідно з переписом 2010 року, у місті мешкало 1235 осіб у 574 домогосподарствах у складі 371 родини. Було 1673 помешкання
Расовий склад населення:
| - 98,0 % — білих - 0,6 % — азіатів - 0,5 % — корінних американців |

До двох чи більше рас належало 0,9 %. Частка іспаномовних становила 0,5 % від усіх жителів.
За віковим діапазоном населення розподілялося таким чином: 16,2 % — особи молодші 18 років, 57,2 % — особи у віці 18—64 років, 26,6 % — особи у віці 65 років та старші. Медіана віку мешканця становила 51,1 року. На 100 осіб жіночої статі у місті припадало 109,3 чоловіків;  на 100 жінок у віці від 18 років та старших — 106,6 чоловіків також старших 18 років.
Середній дохід на одне домашнє господарство  становив 69 018 доларів США (медіана — 49 000), а середній дохід на одну сім'ю — 76 569 доларів (медіана — 60 417). Медіана доходів становила 42 045 доларів для чоловіків та 36 806 доларів для жінок. За межею бідності перебувало 12,0 % осіб, у тому числі 21,5 % дітей у віці до 18 років та 6,7 % осіб у віці 65 років та старших.
Цивільне працевлаштоване населення становило 553 особи. Основні галузі зайнятості: освіта, охорона здоров'я та соціальна допомога — 21,0 %, роздрібна торгівля — 19,9 %, будівництво — 13,6 %, мистецтво, розваги та відпочинок — 12,7 %.